# Бойер, Клойд
Клойд Виктор Бойер младший (англ. Cloyd Victor Boyer Jr.; 1 сентября 1927, Алба, Миссури — 20 сентября 2021, Картидж, Миссури) — американский бейсболист, игравший на позиции питчера в Главной лиге бейсбола с 1949 по 1955 года за «Сент-Луис Кардиналс» и «Канзас-Сити Атлетикс», и тренер питчеров. 

## Биография
Бойер родился в городе Альба, штат Миссури. Он был старшим сыном в семье, в которую входили игроки третьей базы Кен Бойер и Клит Бойер. Кен, самый ценный игрок Национальной лиги в 1964 году, 11-кратный участник Матча всех звезд МЛБ и пятикратный обладатель награды «Золотая перчатка», 15 лет выступал в Главной лиге за «Сент-Луис Кардиналс», «Нью-Йорк Метс», «Чикаго Уайт Сокс» и «Лос-Анджелес Доджерс»; Клит выиграл только одну «Золотую Перчатку» и сыграл 16 сезонов в МЛБ, играя за «Канзас-Сити Атлетикс», «Нью-Йорк Янкис» и «Атланта Брэйвз».
За пятисезонную карьеру Клойд Бойер имел результат питчера 20—23 с 198 страйкаутами и 4,73 ERA за 195+2⁄3 иннингов, включая 13 полных игр, три шатаута и два сейва. Он также играл за «Дулут Дакс», фарм-команду «Кардиналс» из низшей лиги, в 1947 году. В течение сезона за «Дулут» Бойер установил результат в 16 побед и 9 поражений. После этого его продали в «Хьюстон Баффс», за которую он играл в 1948 году.
После того, как его игровая карьера закончилась, Бойер стал скаутом, инструктором питчеров в низшей лиге и тренером питчеров в Главной лиге, проводя большую часть своего времени в структуре «Янкис». Он также был тренером питчеров во время первого пребывания Бобби Кокса на посту менеджера «Атланта Брэйвз». Бойеру приписывают то, что он помог Фрицу Петерсону стать звездным питчером.
20 сентября 2021 года Бойер умер в Карфаге, штат Миссури. На то время, в возрасте 94 лет и 19 дней, он стал 18-м самым старым бывшим игроком Главной лиги бейсбола.